# Unegetej (rejon zaigrajewski)
Unegetej (ros. Унэгэтэй) – wieś w Rosji, w Buriacji, w rejonie zaigrajewskim. W 2010 liczyła 1896 mieszkańców.